# طیبه ابراهیم (نویسنده)
طیبه احمد ابراهیم نویسنده کویتی و از اعضای انجمن رابطة الأدباء در کویت است. او نخستین نویسنده علمی تخیلی در کویت است. علاوه بر این در سیاست نیز دستی دارد. او که نامزد نمایندگی مجلس کویت شده‌است به «نوال السعداوی کویت» شهرت دارد.
طیبه ابراهیم در مه ۲۰۰۸ نامزد نمایندگی مجلس در کویت شد و پیشنهاد حذف ماده ۲ قانون اساسی کویت (که اعلام می‌کند دین رسمی کشور اسلام است) را از جمله برنامه‌های انتخاباتی خود اعلام کرد. او بیان داشت که «دولت باید دولت مدنی باشد، نه دولت دینی» تا دین از خطاهای انسانی مصون بماند. طیبه ابراهیم طرفدار تک همسری و ارث برابر برای زن و مرد است.